# Onosma maracandicum
Onosma maracandicum är en strävbladig växtart som beskrevs av Zakirov. Onosma maracandicum ingår i släktet Onosma och familjen strävbladiga växter. Inga underarter finns listade i Catalogue of Life.